# Django Girls
Django Girls — международная некоммерческая организация, основанная двумя польскими женщинами, Олой Ситарской и Олой Сендецкой, чтобы вдохновить женщин из всех слоев общества заинтересоваться технологиями и стать программистами, предлагая для этого безопасную и дружественную среду. Организация известна бесплатными семинарами, которые она проводит, чтобы помочь женщинам научиться программировать, а также своим учебником по Django. Ей регулярно оказывает поддержку Python Software Foundation, и они совместно проводят сессии на Python Conference.

## История
Первый семинар Django Girls, с которого началась Django Girls, прошел во время EuroPython 2014 в Берлине. Ола Ситарска и Ола Сендецка решили использовать Django и Python, потому что это платформы с открытым исходным кодом, которые могут помочь женщинам в разработке собственных идей. С тех пор инициатива распространилась по всему миру, достигнув таких стран, как Аргентина, Австралия, Боливия, Бразилия, Колумбия, Эквадор, Гана, Нигерия, Великобритания, Перу, США, Зимбабве и многих других стран.

## Учебное пособие
Учебное пособие, в котором рассказывается, как создать и развернуть приложение для блога с помощью Django, поддерживается и обновляется сообществом Django Girls с помощью Github. По состоянию на май 2018 года, учебник Django Girls был опубликован в Интернете на 14 языках , помимо его оригинальной английской версии. По состоянию на май 2018 года, его веб-сайт посетили более 1 млн пользователей.

## Мастер-классы Django Girls
Используя учебное пособие, предоставленное организацией, волонтеры Django Girls предлагают бесплатные однодневные или двухдневные семинары во многих городах мира, обычно проводимые в выходные дни. Он предназначен для начинающих, которым преподаются HTML, CSS, Python и Django. По состоянию на май 2018 г., 414 городов в 90 странах проводили семинары Django Girls, среди них Аккра, Афины, Флоренция, Катманду, Лагос, Лахор, Оксфорд и Сан-Жозе-дус-Кампус. По состоянию на май 2018 года, более 14 тыс. женщин посетили семинары Django Girls, проводимые по всему миру.